# 일본의 영토를 지키기 위해 행동하는 의원연맹
일본의 영토를 지키기 위해 행동하는 의원연맹(일본어: 日本の領土を守るため行動する議員連盟 니혼노료도오마모루타메코도스루기인렌메이[*])는 일본 자민당 의원들을 중심으로 한 일본 국회의 초당적 의원연맹이다. 일본에서의 약칭은 '영토의연' (領土議連)이다.

## 개요
2004년에 결성된 의원연맹으로, 일본이 이웃나라와 영유권 분쟁을 빚고 있는 지역 (일본 입장에서는 "이웃나라가 영유권 문제를 제기하거나 불법 점거되어 있는 지역")인 북방 영토, 센카쿠 열도, 독도 등에 관한 문제를 대상으로 활동한다. 일본의 각 학교에 지급되는 학습지도요령 개정 시에는 독도와 센카구 열도에 관하여 기재할 것을 촉구하는 결의를 하고 있다.
2008년에는 쓰시마섬에서 한국계 자본이 토지 매입을 한다는 문제에 관하여 총회를 개최하기도 했다. 2010년에는 이와 관련해 쓰시마섬 현장시찰에 나선 바 있다. 2012년 8월 19일에는 센카쿠 열도의 우오쓰리 섬에서 센카쿠열도 전시조난사건 위령제를 지내기 위해 이 의원연맹 소속의원들이 정부 측에 상륙허가를 신청했으나 불허되자, 우익단체인 힘내라 일본! 전국행동위원회 회원과 일반인 참가자와 함께 센카쿠 열도 연안 해상에서 위령제를 지냈다.
2017년 2월 22일 시마네현이 주최하는 '다케시마의 날' 행사에는 본 의원연맹 회장을 맡고 있는 신도 요시타카 외 소속의원들이 참석하기도 했다.

## 소속 의원
- 야마타니 에리코 (회장)
- 하라구치 가즈히로 (부회장)
- 이와야 다케시 (부회장)
- 마츠바라 진 (사무국장)
- 다케미 게이조 (고문)
- 오쿠노 신스케 (간사)
- 와타나베 주 (간사)
- 히라사와 가쓰에이 (간사)
- 기우치 미노루 (간사)
- 사토 아키라 (간사)
- 사쿠라다 요시타카 (간사)
- 니시다 쇼지 (간사)
- 다테 주이치
- 신도 요시타카
- 가타야마 사쓰키